# Elin Sundvall
Elin Anna Charlotta Sundvall, född 18 april 1853 i Norrköpings S:t Olofs församling, (tidigare Norrköpings Sankt Olai), Norrköping, död 2 september 1921 i Erevan, Armenien, skriven i Jakobs församling, Stockholm, var en svensk missionär. Hon var verksam i Transkaukasien och Persien i slutet av 1800- och början av 1900-talet.

## Biografi
Elin Sundvall utbildade sig vid Diakonianstalten Stora Ersta. Därefter förestod hon barnhemmet vid Göteborgs missionsförening (senare Betlehemskyrkans missionsförsamling) i fem år.

### 1888–1907
Sundvall började sin missionärsverksamhet i Transkaukasien 1888. Hon bosatte sig först i Schemascha där hon framför allt bedrev språkstudier. Efter en tid i Baku kom hon till Schucha där hon samlade ett 30-tal armeniska flickor till skola och söndagsskola.
1898 återvände Sundvall till Sverige. Vid Generalkonferensen beslutades att hon skulle återvända till Persien och hjälpa armeniska flyktingar och hon kom till Tiflis samma år. Det tog tid innan någon organiserad hjälpverksamhet kunde startas. Sommaren 1900 kom hon till Tabras. Hos de amerikanska missionärerna fick hon ta hand om en flickklass och ett barnhem började ta form. Missionsstyrelsen beslöt 1902 att barnhemsverksamheten skulle bedrivas i Häftevan i provinsen Salmast och Sundvall fick flytta dit. Missionsstyrelsen beslutade att skicka en medhjälpare till Sundvall men det oroliga läget i området med stridigheter mellan armenier, turkar och kurder förhindrade detta. Istället fick Sundvall klara sig på egen hand men hon fick mycket hjälp och stöd av amerikanska missionärer. Hon reste runt i byarna i Häftevans närområde och höll gudstjänster. Hon gjorde även längre resor till byar i Kurdistan. Här fanns ingen etablerad missionsverksamhet, det ansågs vara för farligt. Ett resultat av dessa resor blev flera gånger att hon fann makar till sina flickor.
År 1907 kunde Sundvall återvända till Sverige. Hemresan föregicks av en avskedstur och hon samlade då in föremål till Riksmuseets etnografiska avdelning, ett uppdrag som kom från Erland Nordenskiöld till svenska missionärer. Hennes samling finns idag på Etnografiska museet, Stockholm. Elin Sundvall syns på en bild i tidningen Hvar 8 dag från tillfället.

### 1908–1921
Sundvall återvände till missionsfältet 1908 men nu till Erivan i Transkaukasien. Hon fortsatte att göra resor där hon besökte omgivningens armeniska, kurdiska och turkiska byar, bland annat i Kurdistan. Vid tiden för Första världskriget erbjöds hon att komma hem men valde att stanna kvar. Armeniska flyktingar kom till Erivan och Sundvall hjälpte till med att dela ut mat och kläder. Hon var den enda svenska missionär som blev kvar under hela första världskriget. Hon ville resa hem efteråt men det politiska läget gjorde detta omöjligt. Hon dog i Erivan hösten 1921 där hon också är begraven.

## Familj
Elin Sundvall var dotter till urmakare August Wilhelm Sundvall (1814–1876) och Eleonora Charlotta Widegren (1814–1853).